# Dosu Văsești, Alba
Dosu Văsești este un sat în comuna Vidra din județul Alba, Transilvania, România. La recensământul din 2002 avea o populație de 11 locuitori.